# Вазописец Примато

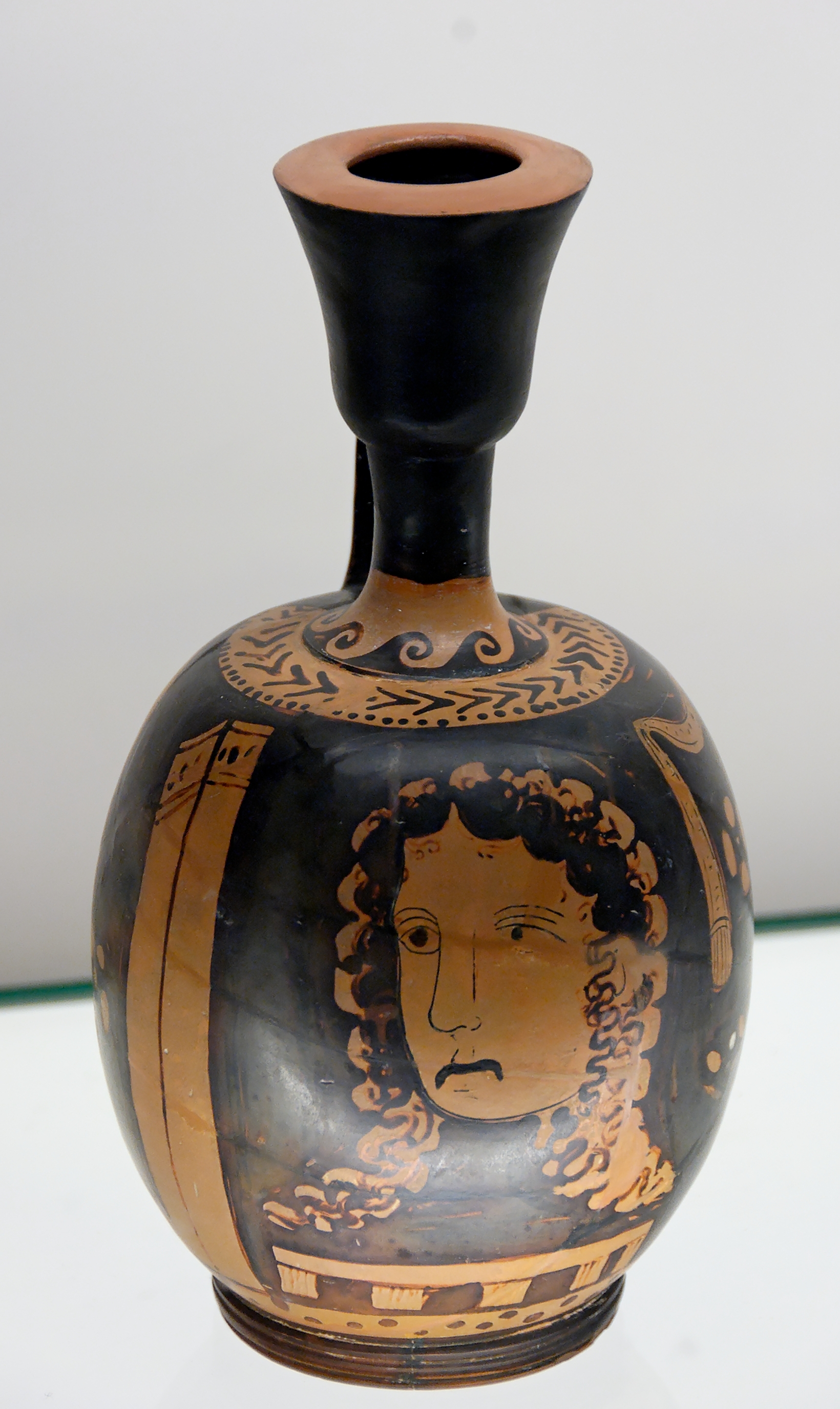
Лекиф с изображением трагической маски и пальметты, Британский музей

Вазописец Примато (англ. Primato Painter, нем. Primato-Maler) — анонимный греческий вазописец, работал в краснофигурной технике. Ведущий луканийский вазописец третьей четверти 4 века до н. э., идентифицирован Артуром Дейлом Трендалом. Характерным для вазописца Примато и вазописцев так называемой Группы Примато было изображение женских лиц в профиль и, как правило, левой стороны лица.

## Известные работы
- лекиф в Британском музее GR 1958.2-14.1 с изображением трагической маски и пальметт[1].
- ваза в Ватиканском музее U 32.[1]
- ваза в Лувре F 35.[1]
- кратер в Лувре K 518 с изображением Геракла в окружении богов Гермеса и крылатой Ники.[3]
- несторида в Лувре K 537 с изображением Геракла и кентавра Несса.
- несторида в Лувре K 534 с изображением женщины с фиалой.
- кратер с волютами, Национальная галерея Виктории, Мельбурн.[4]